# Digger Phelps
Richard Frederick Phelps, meglio conosciuto come Digger Phelps (Beacon, 4 luglio 1941), è un allenatore di pallacanestro statunitense, attivo a livello NCAA.

## Carriera
Ha allenato per 20 anni, dal 1971 al 1991, l'Università di Notre Dame. Ha raggiunto le fasi finali del Campionato di pallacanestro NCAA Division I in 13 occasioni, disputando le final four nel 1978.

## Palmarès
- Sporting News Coach of the Year Award (1974)
- UPI College Basketball Coach of the Year (1974)